# محمدباقر وحید بهبهانی

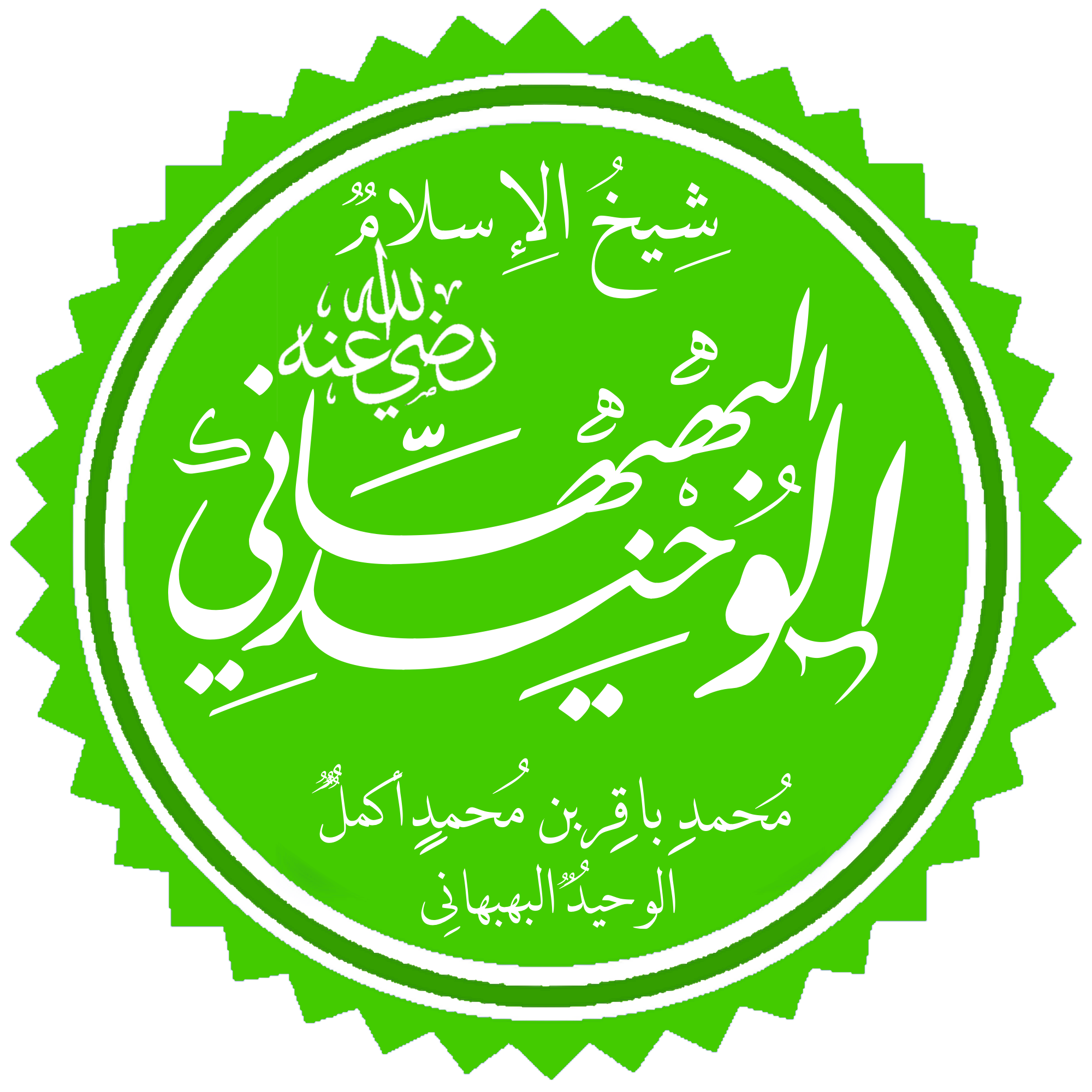
خوشنویسی نام وحید بهبهانی

محمدباقر اصفهانی معروف به وحید بهبهانی (زاده ۱۱۱۷ هـ. ق، اصفهان - درگذشته ۲۹ شوال ۱۲۰۵ هـ. ق، کربلا) فقیه و مجتهد شیعه و احیاگر مکتب اصولی است. پدرش محمد اکمل اصفهانی، و مادرش دختر ملا محمدصالح مازندرانی و آمنه بیگم مجلسی(دختر محمدتقی مجلسی و خواهر محمدباقر مجلسی) بود. علامه بهبهانی از سوی سیدمحمد طباطبایی اصفهانی، «وحید عصر» لقب گرفت. او را به دلیل اقامتی طولانی در شهر بهبهان، «وحید بهبهانی» خوانده‌اند و به لقب‌های دیگری، همچون «استاد اکبر»، «استاد کل»، «علامه ثانی» و «محقق ثالث» مشهور است.
محقق بهبهانی از دوستان و افراد مورد وثوق سید حسین موسوی خوانساری (فرزند میرکبیر، درگذشته ۱۱۹۱ ق و استاد میرزای قمی و علامه بحرالعلوم) بود و همواره در طول زندگی با وی مباحثات علمی داشت. خاندان بحرالعلوم، شهرستانی و سید علی طباطبایی (صاحب ریاض) از نوادگان دختری وحید بهبهانی می‌باشند و نوادگان او از طرف پسرش آقا محمدعلی بهبهانی خاندان آل‌آقا را در کرمانشاه تشکیل دادند.

## انتساب به شیخ مفید
تا مدت‌ها چنین پنداشته می‌شد که نسب محمدباقر وحید بهبهانی به شیخ مفید می‌رسد. اما انتشار کتاب زندگانی سردار کابلی نوشتهٔ غلامرضا کیوان سمیعی سبب رد چنین انتسابی شد. کیوان سمیعی در این کتاب از سردار کابلی نقل کرده که وصیت نامه‌هایی که این انتساب را ایجاد می‌کنند، بر مبنای وصیتنامه‌ای هستند که سید جعفر اعرجی کاظمینی ملقب به معین الاشراف، در زمان آقا اسدالله امام جمعه (نوادهٔ آقا محمد علی) برای خوشایند وی نوشته و در ازای آن به تملک روستای چشمه سفید در نزدیکی کرمانشاه تمایل داشته‌است. اگرچه بنا بر نقل سردار کابلی آقا اسدالله چندان از این جعل خشنود نشد، اما پس از وی فرزندانش هریک نسخه‌ای از آن برای خود تهیه کرد.
این شجره‌نامه جعلی زمانی عمومیت یافت که در سال ۱۳۵۳ قمری (۱۳۱۳ خورشیدی و ۱۹۳۴ میلادی)، سید محسن امین برای تهیهٔ منابع لازم برای تألیف کتاب اعیان الشیعه به ایران و کرمانشاه آمد و این شجره نامه به وی داده شد. از آنجا که این کتاب بعدها به عنوان منبعی شاخص برای نسب‌شناسی بزرگان شیعه به کرات مورد استفاده قرار گرفت، شائبهٔ انتساب خاندان آل آقا نیز بارها با استناد به این کتاب نقل شد و به صورت غلطی مصطلح درآمد. محمد محسن طهرانی در کتاب نوروز در جاهلیت و اسلام به این مطلب اشاره می‌کند که هم محمدباقر وحید بهبهانی و هم پسرش محمدعلی بهبهانی هر دو از محققین علمای رجال محسوب می‌شده‌اند و هر دو در کتاب‌هایشان بارها نام شیخ مفید را برده و از وی مطالبی نقل کرده‌اند، اما هیچگاه خود را به وی منسوب نکرده‌اند، در حالی که هر دو به منسوب ساختن خود به علمای پیش از خود علاقه‌مند بوده‌اند.به گفتهٔ وی از انتساب محمدباقر وحید بهبهانی و خاندان آل آقا به شیخ مفید تا زمان آقا اسدالله هیچ سندی در دست نیست و بنابراین این انتساب به شیخ مفید سندیت ندارد و اشتباه است.

## تحصیلات
محمدباقر بهبهانی مقدمات، ادبیات، حدیث و معقول را نزد پدرش و دیگر استادان اصفهان فراگرفت. پس از درگذشت پدرش به نجف رفت و در محضر سید محمد طباطبایی بروجردی و سیدصدرالدین رضوی قمی همدانی، به کسب علوم نقلی و عقلی پرداخت و مدارج عالی علوم اسلامی را طی کرد. آن گاه نجف را به قصد بهبهان ترک کرد.وی پس از سی سال در بهبهان و ارشاد و تدریس، در ۱۱۵۹ ق راهی عتبات عالیات شد. او ابتدا به نجف رفت، سپس به سوی کربلا رفت تا نهضت اصلاحی خویش را در آن جا ادامه دهد. علامه مامقانی صاحب تنقیح المقال چنین نقل می‌کند: 
«وحید بهبهانی از بهبهان به نجف هجرت کرد و در درس استادان نجف حاضر شد. چون خود را از درس آنان بی‌نیاز دید، به کربلا رفت…

## شاگردان
1. سید محمدمهدی بحرالعلوم (سرآمد شاگردان[۵])
2. شیخ جعفر کاشف‌الغطا[۶]
3. محمدتقی رازی معروف به صاحب حاشیه[۷]
4. محمدباقر شفتی[۸]
5. مهدی نراقی[۹]
6. ملا احمد نراقی[۱۰]
7. سید علی طباطبایی (صاحب ریاض)[۵]
8. سید محمد مهدی شهرستانی[۵]
9. میرزای قمی[۲]
10. محمد ابراهیم کلباسی[۱۱]
11. آقا سید محمد قاسم قیس ابادی خوسفی بیرجندی
12. علی بن قطب الدین بهبهانی

## تالیفات
وی بیش از ۷۳ جلد کتاب در فقه و اصول و رجال و حدیث نوشت. مهم‌ترین آنان به قرار زیر است:
1. م‍ص‍اب‍ی‍ح ال‍ظلام ف‍ی ش‍رح م‍ف‍ات‍ی‍ح ال‍ش‍رای‍ع (شرح مفاتیح ال‍ش‍رای‍ع ملا محسن فیض کاشانی) در ۸ جلد[۱۲]
2. حاشیه الوافی[۱۳]
3. الفوائد الحائریه[۱۳]